# Аннуазен-Шатлан
Аннуазен-Шатлан (фр. Annoisin-Chatelans) — коммуна во Франции, находится в регионе Рона — Альпы. Департамент коммуны — Изер. Входит в состав кантона Кремьё. Округ коммуны — Тур-дю-Пен.
Код INSEE — 38010. Население коммуны на 2006 год составляло 615 человек. Населённый пункт находится на высоте от 280 до 452 метров над уровнем моря. Муниципалитет расположен на расстоянии около 410 км юго-восточнее Парижа, 36 км восточнее Лиона, 75 км северо-западнее Гренобля. Мэр коммуны — M. Yves Gentil, мандат действовал на протяжении 2001—2008 годов.
Динамика населения (INSEE):